# Parrocchie e dipendenze di Antigua e Barbuda

Parrocchie e dipendenze di Antigua e Barbuda

Le parrocchie e le dipendenze di Antigua e Barbuda sono la suddivisione territoriale di primo livello del Paese. Precisamente, sono istituite 6 parrocchie sull'isola di Antigua, mentre due dipendenze sono costituite, rispettivamente, dalle isole di Barbuda e Redonda.

## Lista
| Localizzazione | Nº | Parrocchia/ dipendenza | Capoluogo    | Popolazione (2011) | Superficie (km²) |
| -------------- | -- | ---------------------- | ------------ | ------------------ | ---------------- |
|                | 1  | Saint George           | Piggots      | 7 496              | 24,41            |
|                | 2  | Saint John             | Saint John's | 49 225             | 66,96            |
|                | 3  | Saint Mary             | Old Road     | 7 067              | 63,55            |
|                | 4  | Saint Paul             | Falmouth     | 7 979              | 45,27            |
|                | 5  | Saint Peter            | Parham       | 5 269              | 32,37            |
|                | 6  | Saint Philip           | Freetown     | 3 125              | 40,67            |
|                | -  | Barbuda                | Codrington   | 1 638              | 160,58           |
|                | -  | Redonda                | -            | -                  | 1,50             |